# Kurt Bendlin
Kurt Bendlin   (Stalmierz, 22 de maig de 1943 - Paderborn, 29 d'agost de 2024) fou un atleta alemany, especialista en el decatló, guanyador d'una medalla olímpica.
El 1968, sota bandera de la República Federal Alemanya, va prendre part en els Jocs Olímpics d'Estiu de Ciutat de Mèxic, on va guanyar la medalla de bronze en la prova del decatló del programa d'atletisme. En el seu palmarès també destaquen el campionat alemany de decatló de 1965, 1967, 1971 i 1974.
El 1967 va establir el rècord mundial del decatló. Per aquest motiu fou escollit Esportista alemany de l'any 1967.
Va estudiar educació física a la Universitat Alemanya de l'esport de Colònia i, després de graduar-se, va treballar com a professor d'educació física. Del 1979 al 2000 va ser cap d'esports de l'empresa Nixdorf Computer. Des del 2000 organitza campaments i cursos de formació per a directius, i el 1986 va publicar el llibre Fitness für Manager.

## Millors marques
- Decatló. 8.319 punts (1967)[3][4]